# Ritchey–Chrétien-távcső

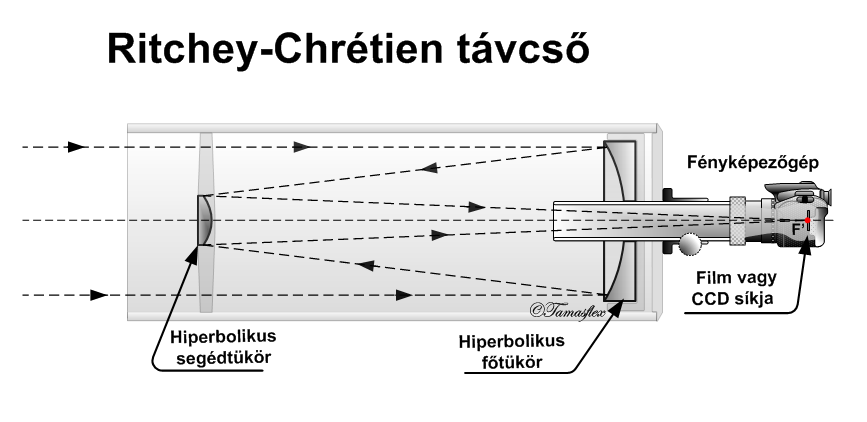
A Ritchey–Chrétien-távcső elvi rajza

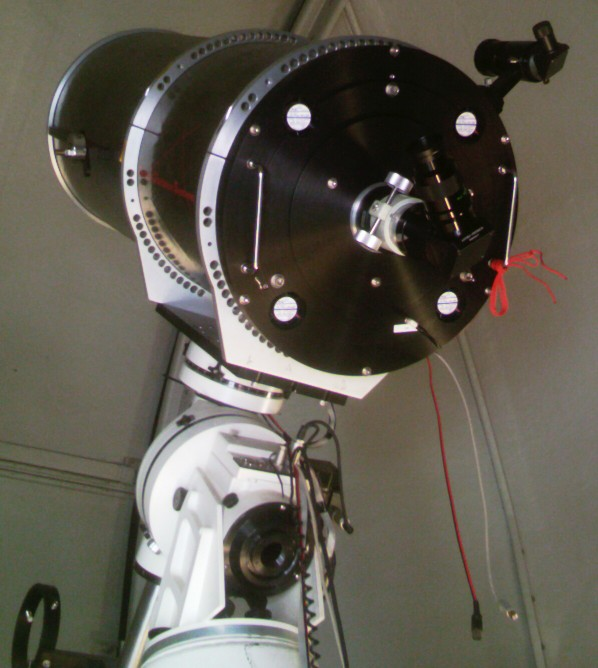
Az ELTE 40 centiméteres Ritchey-Chrétien-távcsöve

A Ritchey–Chrétien-távcső (más néven RCT) egy speciális Cassegrain-távcső, melyet George Willis Ritchey és Henri Chrétien fejlesztett ki az 1910-es években.
 A távcsőnek mindkét tükre hiperbolikus, szemben a Cassegrain rendszer parabolikus elsődleges tükrével.
 Ez a távcsőtípus mentes a kómától és a szférikus aberrációtól és kiemelkedően alkalmas széles látómezejű fotografikus megfigyelésekhez. Magyarországon az MTA Csillagászati Kutatóintézetének piszkéstetői állomásán található egy 1 méteres Ritchey-Chrétien optikai elrendezésű távcső. A hegyhátsáli Hegyháti Csillagvizsgálóban is egy ilyen típusú 50 centiméteres távcső használatos.

## Néhány nagyobb Ritchey–Chrétien-távcső
- Gran Telescopio Canarias (10,4 m)
- Keck Obszervatórium (10 m)
- Very Large Telescope (8,2 m)
- Subaru távcső (8,2 m)
- Gemini Obszervatórium (8,1 m)
- BTA–6 (6,05 m)
- VISTA (4,1 m)
- ESO New Technology Telescope (3,58 m)[2]
- Herschel űrtávcső (3,5 m)
- Sloan Digital Sky Survey (2,5 m)
- Hubble űrtávcső (2,4 m)
- Spitzer űrtávcső (85 cm)

## Külső hivatkozások
- Star instruments
- A Hubble honlapja